# Paul Douglas (Schauspieler)
Paul Douglas Fleischer (* 11. April 1907 in Philadelphia, Pennsylvania; † 11. September 1959 in Hollywood, Kalifornien) war ein US-amerikanischer Film- und Theaterschauspieler.

## Leben
Paul Douglas war Football-Spieler bei den Frankford Yellow Jackets, bevor er seine Schauspielerkarriere an regionalen Theaterbühnen startete. In den 1930er-Jahren arbeitete er als Sportreporter, später auch als Nachrichtensprecher und Moderator, unter anderem für Glenn Miller bei dessen letzten Auftritten im Jahr 1944 und bei der Oscarverleihung 1950.
Douglas spielte lange Zeit an der Seite von Judy Holliday den Harry Brock im Broadway-Stück Born Yesterday von Garson Kanin, welches 1950 mit Broderick Crawford in der männlichen Hauptrolle unter dem deutschen Titel Die ist nicht von gestern verfilmt wurde. Nach mehr als 1000 Auftritten am Theater drehte er – abgesehen von einer frühen kleinen Rolle in Calling All Tars – 1949 seinen ersten Film A Letter to Three Wives. Bekannt wurde er dem deutschen Publikum durch seine Rolle als Sgt. Hank Kowalski im Film über die Berliner Luftbrücke Es begann mit einem Kuß neben Montgomery Clift. Gedreht wurde 1949/1950 an Originalschauplätzen in Berlin. In den 1950er-Jahren trat er in den Baseball-Filmen It Happens Every Spring und Angels in the Outfield sowie ein weiteres Mal zusammen mit Judy Holliday in The Solid Gold Cadillac auf. Darüber hinaus hatte er Rollen an der Seite von Grace Kelly in den Filmen Vierzehn Stunden und Grünes Feuer.
Douglas starb 1959 an den Folgen eines Herzinfarkts, kurz nachdem Filmregisseur Billy Wilder ihm die Rolle des Jeff Sheldrake in Das Appartement angeboten hatte.
Er war insgesamt fünfmal verheiratet, zuletzt mit zwei Schauspielerinnen. Von Virginia Field, mit der er eine Tochter hat, ließ er sich 1946 vier Jahre nach der Hochzeit scheiden. Mit Jan Sterling war er von 1950 bis zu seinem Tod verheiratet, aus dieser Beziehung ging ein Sohn hervor.

## Diverses
Während der Dreharbeiten zur Episode Baseball mit Herz (The Mighty Casey) der Fernsehserie Twilight Zone starb Douglas. Trotz fehlender offizieller Belege für eine Krankheit war er zu diesem Zeitpunkt bereits stark abgemagert. Die Aufnahmen wurden daraufhin mit Jack Warden in der Rolle des Teammanagers wiederholt.
Seine letzte Ehefrau Jan Sterling ist ein direkter Nachkomme der früheren US-amerikanischen Präsidenten John Adams und John Quincy Adams. Zu ihren Ehren erhielt der gemeinsame Sohn den Vornamen Adams.

## Filmografie (Auswahl)
- 1935: Calling All Tars
- 1949: Ein Brief an drei Frauen (A Letter to Three Wives)
- 1949: It Happens Every Spring
- 1949: Wenn meine Frau das wüßte (Everybody Does It)
- 1950: Es begann mit einem Kuß (The Big Lift)
- 1950: Love That Brute
- 1950: Unter Geheimbefehl (Panic in the Streets)
- 1951: Vierzehn Stunden (Fourteen Hours)
- 1951: Angels in the Outfield
- 1952: Abenteuer in Rom (When in Rome)
- 1952: Vor dem neuen Tag (Clash by Night)
- 1952: Wir sind gar nicht verheiratet (We’re Not Married!)
- 1953: Die pikanten Jahre einer Frau (Forever Female)
- 1954: Oller Kahn mit Größenwahn (The Maggie)
- 1954: Die Intriganten (Executive Suite)
- 1954: Grünes Feuer (Green Fire)
- 1955: Legion der Hölle (Joe MacBeth)
- 1956: Tag der Entscheidung (The Leather Saint)
- 1956: Die Frau im goldenen Cadillac (The Solid Gold Cadillac)
- 1957: Kein Platz für feine Damen (This Could Be the Night)
- 1957: Beau James
- 1958: Fortunella
- 1959: Engel unter Sündern (The Mating Game)

## Auszeichnungen
- 1946: Clarence Derwent Award für Born Yesterday
- 1954: Internationale Filmfestspiele von Venedig Spezialpreis der Jury für Die Intriganten
- Hollywood Walk of Fame: zwei Sterne in den Kategorien Film und Fernsehen